# Thông tre lá ngắn
Thông tre lá ngắn (danh pháp hai phần: Podocarpus pilgeri) là một loài thực vật hạt trần trong họ Thông tre. Loài này được Foxw. miêu tả khoa học đầu tiên năm 1907.